# (2026) Cottrell
(2026) Cottrell (1955 FF) – planetoida z grupy pasa głównego asteroid okrążająca Słońce w ciągu 3,83 lat w średniej odległości 2,45 au. Odkryta 30 marca 1955 roku.